# Jaroslav Plicka
Jaroslav Plicka (15. května 1876 – ???) byl český a československý politik a poslanec Revolučního národního shromáždění za Československou stranu socialistickou.

## Biografie
Zasedal za československé socialisty v Revolučním národním shromáždění za Československou stranu socialistickou (dříve národní sociálové, pozdější národní socialisté). Mandát poslance nabyl až v březnu 1920 jako náhradník poté, co byl mandátu zbaven Jan Kvidera. Byl profesí restauratérem.